# Ծ
La Ծ, minuscolo ծ, è la quattordicesima lettera dell'alfabeto armeno. Il suo nome è ծա, ça (armeno classico e orientale: [ʦɑ], armeno occidentale: [ʣɑ]).
Rappresenta foneticamente:
- in armeno classico e orientale la consonante affricata alveolare sorda [ʦ][1]
- in armeno occidentale la consonante affricata alveolare sonora [ʣ].

## Codici
- Unicode:
  - Maiuscola Ծ : U+053E
  - Minuscola ծ : U+056E